# افسانه کورا
افسانهٔ کورا (به انگلیسی: The Legend of Korra) یک پویانمایی سریالی آمریکایی است که بین سال‌های ۲۰۱۲ تا ۲۰۱۴ از شبکهٔ نیکلودئون پخش می‌شد. این پویانمایی در چهار فصل توسط برایان کونیتزکو و مایکل دانته دی‌مارتینو ساخته شده‌است و دنبالهٔ مجموعهٔ آواتار: آخرین بادافزار به‌شمار می‌آید. داستان در همان دنیا و حدود ۷۰ سال پس از پایان آن مجموعه می‌گذرد، زمانی که روح آواتاری به دختر آب‌افزاری به نام کورا انتقال یافته‌است. همچنین داستان بیشتر در «شهر جمهوری» می‌گذرد که از بقایای مستعمره‌های کشور آتش از مجموعهٔ پیشین تشکیل شده‌است و الهام گرفته از شهر منهتن و افزودن عناصر شرقی به آن است.

## مرور کلی مجموعه
| فصل | فصل   | قسمت‌ها | تاریخ اکران     | تاریخ اکران    |
| فصل | فصل   | قسمت‌ها | شروع فصل        | پایان فصل      |
| --- | ----- | ------ | --------------- | -------------- |
| ۱   | باد   | ۱۲     | ۱۴ آوریل ۲۰۱۲   | ۲۳ ژوئن ۲۰۱۲   |
| ۲   | ارواح | ۱۴     | ۱۳ سپتامبر ۲۰۱۳ | ۲۲ نوامبر ۲۰۱۳ |
| ۳   | تغییر | ۱۳     | ۲۷ ژوئن ۲۰۱۴    | ۲۲ اوت ۲۰۱۴    |
| ۴   | توازن | ۱۳     | ۳ اکتبر ۲۰۱۴    | ۱۹ دسامبر ۲۰۱۴ |

## داستان

### کتاب یکم: باد
۱۳ سال پیش گروه نیلوفر سفید پس از جستجوی بسیار در قبایل آب، در جستجوی آواتار نو موفق به یافتن دختر بچه‌ای به نام کورا از قبیلهٔ آب جنوبی می‌شود. پس از ۱۳ سال تعلیم در خفا، کورا تبدیل به یک نوجوان ۱۷ ساله شده‌است که بر عناصر آب، خاک و آتش تسلط پیدا کرده‌است، ولی تسلط او صرفاً از جنبهٔ فیزیکی بوده و فاقد هر گونه ارتباط و تعلیم روحی است. پس از اتمام آموزش آتش‌افزاری تصمیم گرفته می‌شود که او توسط تنزین، پسر کوچک آنگ (آواتار پیشین)، تحت آموزش بادافزاری (که کورا کاملاً از آن عاجز است) و همچنین تعلیم روحی قرار گیرد، اما او به علت مشغولیت در شورای شهر جمهوری موقتاً از این کار خودداری می‌کند. به این علت کورا شبانه از مقر نیلوفر سفید فرار می‌کند و مخفیانه به شهر جمهوری می‌آید. تنزین در ابتدا با حضور او مخالف است، ولی پس از مدتی راضی می‌شود که کورا در جزیرهٔ معبد باد بماند و تعلیم ببیند.
پس از گشت‌وگذار در شهر، کورا به ورزشگاه مسابقات پروبندینگ می‌رسد و با دو برادر، ماکو آتش‌افزار و بولین خاک‌افزار، آشنا می‌شود و وارد تیم آن‌ها می‌شود و با حضور در تیم فایرفرتس (راکوی آتشین) که ماکو و بولین عضو آن هستند به مسابقات قهرمانی می‌رسند، ولی آن‌ها ورودی لازم را برای شرکت در مسابقات ندارند. بولین از یکی از اعضای یکی از باندهای تبهکاری کمک می‌خواهد، ولی توسط گروه «تساوی‌طلبان» که ضد کنترل عناصر و کسانی که عناصر را کنترل می‌کنند؛ هستند دستگیر می‌شود. رهبر این گروه، «آمون»، طی یک مراسم از ستمگری و ستمگر بودن کنترل‌کنندهٔ عناصر و ناتوانی آواتار در تأمین توازن سخن می‌گوید و خود را فرستادهٔ ارواح معرفی می‌کند و می‌گوید قدرتی به او داده شده‌است که می‌تواند برابری را میان همه برقرار کند: او می‌تواند قدرت کنترل عناصر هر کسی را به صورت دائمی از میان ببرد. سپس در حضور طرفدارانش قدرت خود را روی گروهی از خلافکاران با موفقیت اعمال می‌کند، ولی پیش از آنکه بتواند قدرت بولین را بگیرد، کورا و ماکو در مراسم اخلال ایجاد می‌کنند و او را نجات می‌دهند.
با انتشار خبر قدرت گرفتن تساوی‌طلبان، شورای شهر به پیشنهاد تارلاک آب‌افزار از قبیلهٔ آب شمالی دستور تشکیل یک گروه برای مقابله با آن‌ها را با شرکت کورا صادر می‌کند. هم‌زمان ماکو با آسامی ساتو، دختر هیروشی ساتو، صنعتگر معروف و مخترع اتومبیل («ساتومبیل»)، آشنا می‌شود و از طریق او موفق به جلب رضایت هیروشی در حمایت کردن مالی از تیم آن‌ها می‌شود. آن‌ها وارد مسابقات می‌شوند و تا مرحلهٔ فینال هم پیش می‌روند، ولی در آنجا با ناداوری از رسیدن به جام محروم می‌شوند. در این حین تساوی‌طلبان به ورزشگاه حمله کرده و آمون توانایی عنصر افزاری تیم برنده را به عنوان «قوی‌ترین کنترل‌کننده‌ها» می‌گیرد و اعلام می‌کند که به زودی بر شهر مسلط می‌شود.
پس از این حمله تارلاک دستور به سختگیری بیشتر به غیرافزارنده‌ها (کسانی که قدرتی ندارند) را می‌دهد و حتی دوستان کورا را به خاطر دخالت در کارهایش دستگیر می‌کند. کورا با او در دفترش درگیر می‌شود، ولی در آستانهٔ شکست، تارلاک به طرز مرموزی به کمک خون‌افزاری موفق به شکست دادن کورا می‌شود و او را در خانه‌اش زندانی می‌کند. در زندانش کورا برای نخستین‌بار خاطراتی از آنگ مشاهده می‌کند که سال‌ها پیش فردی به نام یاکون را به جرم خون افزاری دستگیر کرده و قدرت او را گرفته بود. در این حین تارلاک ناگهان آمون و یارانش را در خانهٔ خود می‌بیند و با خون‌افزاری سعی در مهار آن‌ها را می‌کند، اما آمون در مقابل خون افزاری او مقاومت نشان می‌دهد و او را بی‌قدرت می‌کند. آمون به یارانش دستور می‌دهد که کورا را نیز بیاورند، ولی او موفق به فرار می‌شود.
با رسیدن به پایان بازی خود، آمون با کشتی‌های هوایی به شهر حمله می‌کند. کورا به دوستانش که از زندان آزاد شده‌اند می‌پیوندد و با ماکو به دنبال آمون می‌روند آن‌ها به صورت غیرمنتظره تارلاک را در زندان آمون می‌بینند و او همه چیز را فاش می‌کند؛ او و آمون با نام اصلی نوآتاک پسران یاکون بودند که در فن خون‌افزاری بسیار ماهر بودند و حتی بدون ماه کامل می‌توانستند این کار را انجام دهند و آمون هم با همین قدرت افزارش افراد را می‌گیرد. کورا و ماکو نزد آمون می‌روند و مانع از گرفتن افزارش تنزین و فرزندانش می‌شوند. در این حین آمون قدرت کنترل عناصر کورا را از او می‌گیرد، ولی در کمال ناباوری کورا توانایی بادافزاری پیدا می‌کند و به آمون حمله می‌کند. آمون به همراه برادرش تارلاک فرار می‌کند، تارلاک خودش و آمون را منفجر می‌کند کورا به پیش کاتارا می‌رود تا با کمک او قدرت کنترل سه عنصر دیگر را بدست آورد، در آنجا با آواتارهای پیشین ارتباط می‌گیرد و با کمک آن‌ها قدرتش برمی‌گردد، کورا بر خلاف آمون به این توانایی می‌رسد که قدرت عناصر را به قربانیان که توست آمون قدرت کنترل عناصرشان را از دست داده‌اند برگرداند.

### کتاب دوم: ارواح
شش ماه پس از پایان فصل اول، در آستانهٔ یک مراسم روحانی قبایل آب، کشتی‌هایی در نزدیکی قطب جنوب توسط ارواح خشمگین مورد حمله قرار می‌گیرند. اونالاک، رئیس قبیلهٔ شمالی آب و عموی کورا، ادعا می‌کند که این به علت نادیده گرفتن سنت‌های قدیمی و همچنین بسته بودن دروازه‌های فیزیکی به دنیای ارواح است که در دو قطب قرار دارند و کورا را راضی می‌کند که دروازهٔ قطب جنوب را باز کند و پس از نشان دادن یک تکنیک مخصوص برای آرام کردن ارواح تاریک، معلم معنوی کورا می‌شود. سپس تصمیم می‌گیرد که نیروهای خود را برای «متحد کردن» قبایل آب در قطب جنوب پیاده کند، که این خشم مردم جنوب را برمی‌انگیزد. پس از حمله‌ای ناموفق برای دستگیر کردن اونالاک، او برادرش تانراک، پدر کورا را متهم می‌کند و او را محکوم می‌کند، ولی به زودی مشخص می‌شود که این‌ها همه بخشی از نقشهٔ او برای به انقیاد آوردن قبیلهٔ آب جنوبی است.
کورا عازم شهر جمهوری می‌شود که از کمک نیروهای نظامی آنجا برای کمک به جنوب استفاده کند، ولی رئیس‌جمهور «رایکو» اجازهٔ این عمل را نمی‌دهد. کورا سپس رهسپار کشور آتش می‌شود، ولی در میان راه توسط یک روح تاریک مورد حمله شدید قرار می‌گیرد و حافظهٔ خود را از دست می‌دهد. کاهنان معبد آواتار در یک جزیره در نزدیکی او را در این وضع می‌یابند و او را به یادآوری ابتدای چرخهٔ آواتاری فرا می‌خوانند. کورا نیز ماجراهای «وان»، نخستین آواتار را که ده هزار سال پیش می‌زیسته‌است مشاهده می‌کند که چطور با جدا کردن دو روح قدرتمند صلح و آشوب، راوا و واتو، نظم جهان را به هم می‌زند و برای جبران اشتباهش به کمک راوا افزارش عناصر را از شیرلاکپشت‌ها می‌آموزد و پس از ادغام با راوا در رویداد کیهانی «همگرایی یکنواخت»، روح آواتار را به وجود می‌آورد و واتو را در «درخت زمان» در دنیای ارواح زندانی می‌کند.
کورا حافظه‌اش را به دست می‌آورد اما همه چیز و جزئیات رو یادش نمی اید و معلوم می‌شود که بازکردن دروازه‌های دنیای ارواح برای آن است که در هنگام همگرایی یکنواخت، همهٔ سیارات در یک خط قرار می‌گیرند و انرژی روحانی شدیداً افزایش می‌یابد و واتو به این صورت می‌تواند از زندان خود آزاد شود و نظم جهان را تهدید کند. او به کمک جینورا، دختر ارشد تنزین، وارد دنیای ارواح می‌شود که دروازهٔ جنوبی را ببندد، ولی اونالاک جینورا را گروگان می‌گیرد و کورا را مجبور به بازکردن دروازهٔ شمالی می‌کند. اونالاک همچنین نقشهٔ واقعی خود را اعلام می‌کند؛ برای برقراری «توازن واقعی»، او با واتو می‌خواهند ادغام شوند و ارواح را دوباره بر انسان‌ها مسلط کنند. کورا، ماکو و بولین وارد دنیای ارواح می‌شوند تا دروازهٔ جنوبی را پیش از همگرایی ببندند، ولی موفق نمی‌شوند و واتو آزاد می‌شود.
پس از ادغام واتو با اونالاک در زمان همگرایی، «آواتار تاریک» تشکیل می‌شود و دو آواتار با هم درگیر می‌شوند. در این حین واتو راوا را از کورا جدا می‌کند و اونالاک راوا را نابود و ارتباط کورا با آواتارهای پیشین را قطع می‌کند. پس از آن اونالاک تبدیل به یک موجود سهمگین و پلید می‌شود و تحت کنترل واتو قصد می‌کند دنیا را نابود کند.کورا پس از کمک گرفتن تنزین در درخت زمان تمرکز می‌کند و روح خود را از بدن خارج می‌کند و به اندازهٔ اونالاک/واتو می‌شود. دو موجود روحی در آب‌های شهر جمهوری درگیر می‌شوند و باعث میشن که ژولی و واریک از زندان فرار کنند و کورا با کمک جینورا بقایای راوا را از واتو خارج می‌کند و با استفاده از تکنیک اونالاک، او و واتو را نابود می‌کند و درست پیش از اتمام همگرایی دوباره با راوا ادغام می‌شود. او تصمیم می‌گیرد که بر خلاف آواتار وان که دروازه‌ها را بست تا ارواح از انسان‌ها جدا باشند، دروازه‌ها را باز بگذارد تا ارواح و انسان‌ها بتوانند در صلح و آرامش باهم زندگی کنند.ولی خب اینکار بهایی هم داشت.

### کتاب سوم: تغییر
دو هفته از رویدادهای فصل دوم گذشته همگرایی یکنواخت باعث ایجاد یک تغییر در انرژی زمین شده‌است که باعث شده برخی از افراد بدون افزارش ناگهان توانایی‌های بادافزاری پیدا کنند. کورا و تنزین تصمیم می‌گیرند که ملت باد را بازسازی کنند و به همراه ماکو، بولین، آسامی و جینورا راهی سفر می‌شوند، ولی بادافزاران جدید چندان علاقه‌ای به رها کردن زندگی کنونی خود ندارند و تعدادی بسیار کم به آن‌ها می‌گروند. آن‌ها به باسینگ سه، پایتخت سرزمین خاک می‌روند و از ملکهٔ خاک کمک می‌خواهند، ولی او نیز سرگرم گرفتن مالیات و ستم به مردم خود است و از کمک خودداری می‌کند، ولی خیلی زود مشخص می‌شود که ملکهٔ بادافزاران جدید را به زور وارد یگان مخفی خود کرده‌است. کورا و دیگران نقشه می‌ریزند و آن‌ها را آزاد کرده و در ادامه مأموریت خود به شهر فلزی و فلزافزاران، «زائوفو»، می‌روند.
در این حین، ظهیر، رهبر گروه «نیلوفر سرخ» که خود را نیلوفر سفید واقعی می‌دانند و اندیشه‌های آنارشیستی دارند، با کمک قدرت‌های بادافزاری جدیدش از زندان فرار می‌کند و سه تن از یاران خود را آزاد می‌کند که جزو خطرناک‌ترین افزارنده‌های دنیا هستند. این گروه سیزده سال پیش پس از مشخص شدن کورا به عنوان آواتار، قصد در ربودن او را داشتند، ولی موفق نشدند و در زندان‌های مخصوصی به بند کشیده شدند. آن‌ها با تبانی یکی از سران زائوفو به داخل شهر نفوذ می‌کنند و کورا را می‌گیرند، ولی باز موفق نمی‌شوند او را با خود ببرند. کورا آن‌ها را تعقیب کرده و با ظهیر در دنیای ارواح ملاقات می‌کند. در آنجا ظهیر خود و گروه خود را معرفی می‌کند و ادعا می‌کند که وجود حکومت تنها آزادی را از مردم سلب کرده‌است و آن‌ها در پی نظم طبیعی هستند که همان بی‌نظمی است.
کورا پس از برگشتن به دنیای فیزیکی، خود و آسامی را در یک کشتی هوایی در اسارت نیروهای ملکهٔ خاک می‌بیند ولی آن‌ها باهم موفق می‌شوند از بند رهایی یابند، کشتی هوایی را از کار بیندازند و با کمک خدمه از آنجا نجات یابند. در همین حال ظهیر نزد ملکهٔ خاک می‌رود و آواتار را در ازای محل بادافزاران طلب می‌کند، ولی وقتی می‌فهمد کورا فرار کرده‌است و ملکه او را به اسارت تهدید می‌کند، جیهو (ظهیر) هم با بادافزاری او را سر به نیست می‌کند و حکومت خاک را به آشوب می‌اندازد. او سپس به کورا پیام می‌دهد که اگر خود را تسلیم او نکند، ملت نو باد را دوباره نابود می‌کند. نیلوفر سرخ کورا را می‌گیرند و سرانجام قصد خود را پس از سیزده سال برملا می‌کنند؛ از آنجا که آواتار هم برقرارکنندهٔ نظم است، باید کاملاً از میان برود. به این منظور، آن‌ها سمی فلزی به بدن کورا تزریق می‌کنند تا او را به زور به حالت آواتاری القا کرده و سپس او را بکشند تا چرخهٔ آواتاری برای همیشه نابود گردد.
دوستان کورا مقر نیلوفر سرخ را می‌یابند و بادافزاران را آزاد می‌کنند. کورا نیز پس از توهم در مورد دشمنان قدیمی‌اش که وجود او را بی‌مورد می‌خوانند، وارد حالت آواتاری می‌شود و در کمال ناباوری نیلوفر سرخ از بندهایش می‌رهد. در همین حین ماکو و بولین نیز سر می‌رسند و با مینگ هوا و گزان درگیر می‌شوند. مینگ هوا با آذرخش ماکو کشته می‌شود و گزان پس از محاصره شدن توسط بولین و ماکو خودکشی می‌کند. در نهایت آواتار خشمگین در صدد انتقام به دنبال ظهیر می‌افتد ولی پس از مدتی سم بر او چیره می‌شود و او ضعیف روی زمین می‌افتد. ظهیر آماده می‌شود که کورا را بکشد، ولی توسط گردبادی که جینورا و دیگر بادافزاران درست کرده‌اند گرفتار می‌شود و کورا او را شکست می‌دهد و سم از بدنش توسط سو یین بی فانگ استخراج می‌شود، ولی باز هم آسیب جسمی و روحی شدیدی به کورا وارد شده‌است و او را زمین گیر کرده‌است. جینورا به درجهٔ استادی بادافزاری می‌رسد و تنرین با کورا عهد می‌کند که تا زمان بهبود او بادافزاران وظایف او را به عهده بگیرند.

### کتاب چهارم: توازن
سه سال پس از رویدادهای فصل سوم، شهر جمهوری کاملاً به حضور ارواح عادت کرده‌است و ناک‌های روحی در سرتاسر شهر رشد کرده‌است. رایکو به همراه شاهزاده وو، ولیعهد حکومت خاک، سردار زائوفو، کوویرا را مأمور کرده‌اند که سرزمین خاک را دوباره متحد و امن کند. او نیز با سرسختی این کار را انجام می‌دهد و طرفداران بسیاری پیدا می‌کند که فکر می‌کنند که او باید به جای وو که توانایی چندانی در ادارهٔ کشور نشان نداده‌است بر مسند قدرت باشد. در مراسم تاجگذاری وو، کوویرا ناگهان اعلام می‌کند که قصد کناره‌گیری از قدرت را ندارد و «امپراتوری خاک» را بنا کرده‌است که بتواند با استفاده از پیشرفت‌های علمی و آنجا را شکوفا کند. او همچنین «وریک» صنعتگر و دستیارش «ژولی» را به کار کردن روی تاک‌های روحی می‌گمارد و دیری نمی‌پاید که آن‌ها موفق می‌شوند انرژی بسیار زیادی را از آن‌ها خارج کنند، چنان‌که وریک نگران می‌شود که از این انرژی در جهت ویرانی استفاده شود و می‌خواهد پروژه را متوقف کند، ولی کوویرا با دیدن این قدرت اتفاقاً قصد می‌کند با استفاده از این انرژی قدرتمندترین سلاح ممکن را بسازد تا کسی نتواند امپراتوری اش را از بین ببرد.
در این مدت کورا در حال بهبودی از سم نیلوفر سرخ به سر می‌برد، ولی مدام شب‌ها کابوس ظهیر را می‌بیند و قدرت‌های آواتاری خود را از دست داده‌است. پس از دو سال بهبودی، از خانه فرار می‌کند و در لباس مخفی در پی راوا می‌گردد، ولی او را پیدا نمی‌کند. گاهی نیز خود را در مقابل تصویر خودش در شکل خشمگین آواتاری می‌بیند و مورد حمله او قرار می‌گیرد. پس از رسیدن به یک مرداب مرموز و نبردی دیگر با تصویر خودش، بیهوش می‌شود و خود را در کمال ناباوری در حضور تاف می‌بیند که اکنون پیرزنی نود ساله شده‌است. تاف بی‌فانگ سعی می‌کند کمی او را به حالت آمادگی درآورد، ولی خیلی موفق نمی‌شود. او همچنین در کورا کمی سم فلزی می‌بیند که از زمان نبرد با ظهیر در بدن او مانده‌است، ولی نمی‌تواند آن را خارج کند. در این حین فرزندان تنزین پیش او می‌آیند و او را از وضع دنیا و قدرت طلبی کوویرا مطلع می‌کنند. کورا بقایای سم را از خود خارج می‌کند و راهی زائوفو می‌شود، آخرین جایی که باید با سرزمین کوویرا متحد شود. در آنجا کوویرا او را به یک دوئل دعوت می‌کند و کورا تقریباً او را شکست می‌دهد، ولی ناگهان دوباره با تصویر خودش روبرو می‌شود و نمی‌تواند کار را تمام کند. پس از این پیروزی، کوویرا زائوفو را تسخیر می‌کند، رؤسای فعلی آن را زندانی می‌کند و ژولی را به همراه نامزد خود، باتار، مأمور ساخت ابرسلاح خود می‌کند.
کورای شکست خورده به شهر جمهوری بر می‌گردد و با دوستانش و وریک، که از امپراتوری فرار کرده‌است، ملاقات می‌کند. وریک قصد کوویرا را نمایان می‌کند و کورا هم‌زمان تصویر نیروهای کوویرا را می‌بیند که در حال قطع کردن ناک‌های روحی در مرداب هستند. هم‌زمان با این حرکت ناک‌های شهر جمهوری نیز شروع به ربودن مردم می‌کنند. کورا سعی دررفتن به دنیای ارواح می‌کند، ولی باز تصویر ظهیر اجازه این کار را به او نمی‌دهد. برای حل مشکل، او شخصاً نزد ظهیر در زندان می‌رود و به او یادآور می‌شود که کشتن ملکه خاک و براندازی حکومت کاملاً نتیجه عکس داده و یک دیکتاتور را بر مردم مسلط کرده‌است. ظهیر هم که قصد خود و کورا را در یک سو می‌بیند، به او کمک می‌کند که حقیقت را بپذیرد و از آنچه رخ نداده نترسد. با این کار کورا دوباره با راوا متصل می‌شود و قدرتش را بازمی‌یابد و مردم را از ناک‌های روحی نجات می‌دهد.
در این حین معلوم می‌شود ژولی که روی اسلحه کار می‌کرده‌است، در واقع دارد تکمیل شدن اسلحه را به تعویق می‌اندازد، ولی با هوشمندی کوویرا و باتار به دام می‌افتد. دوستان کورا، سو و خانواده اش و همچنین ژولی را در حین نمایش اسلحه روحی کوویرا، که انرژی را به صورت پرتویی لیزر مانند مانند واتو شلیک می‌کند، نجات می‌دهند و قدرت ویرانگری شدید آن را به چشم می‌بینند. ژولی به آن‌ها از حمله کوویرا در دو هفته آینده به شهر جمهوری خبر می‌دهد. از نظر کوویرا شهر جمهوری سابقاً جز پادشاهی خاک بوده باید به امپراتوری خاک بازگردد. رایکو، شاهزاده وو و تنزین شهر را تخلیه می‌کنند و تیم کورا بر صدد نابود کردن اسلحه بر می‌آیند. در میان راه در کمال ناباوری می‌بینند که ابرسلاح کوویرا به یک روبات بسیار بزرگ (که ارتفاع آن به بیش از ۲۵ طبقه یک ساختمان بلند می‌رسد) متصل شده و کوویرا آن را شخصاً کنترل می‌کند و زودتر از موعد با سپاهش به سمت آن‌ها می‌آید. با دیدن قدرت سلاح کوویرا، رایکو تسلیم می‌شود.
قبل از رسمی شدن تسلیم، کورا به همراه یک تیم از بادافزاران باتار را می‌ربایند و به کارخانه تولید زره‌های روباتی پرنده می‌برند. کورا او را تهدید می‌کند که در صورت تسخیر شهر جمهوری هرگز کوویرا را نخواهد دید. باتار بالاخره تسلیم می‌شود و به کوویرا التماس می‌کند که آنجا را رها کند و او را نجات دهد، ولی در کمال وحشت او، کوویرا موقعیت آن‌ها را پیدا کرده و به سوی آن‌ها شلیک می‌کند و تمام زره‌ها را نیز نابود می‌کند.
آسامی به کمک پدرش که موقتاً از زندان آزاد شده‌است، نمونه‌های اولیه زره‌های پرنده را به اره‌های پلاسمایی مجهز می‌کنند تا بتوانند در ربات کوویرا حفره‌ای ایجاد کنند که بتوان در آن نفوذ کرد. سرانجام با فداکاری هیروشی این کار انجام می‌شود و کورا بار دیگر با کوویرا در اتاق فرمان روبات درگیر می‌شود. از طرفی ماکو زندگی خود را به خطر می‌اندازد و منبع انرژی روبات را با شلیک آذرخش ناپایدار می‌کند و باعث انفجار روبات می‌شود و اسلحه روبات نیز در یکی از جنگل‌های تاک روحی می‌افتد. کوویرا به قصد کشتن کورا آن را پیدا می‌کند و به سمت او شلیک می‌کند، ولی کنترل آن را سریع از دست می‌دهد. در لحظه‌ای که کوویرا در مقابل مسیر حرکت لیزر می‌افتد، کورا با کمک قدرت حالت آواتاری مسیر آن را منحرف می‌کند. اسلحه منفجر می‌شود و انرژی شدید آن یک دروازه روحی جدید در مرکز شهر جمهوری باز می‌کند. کوویرا که از قدرت کورا و نجات جان خودش تحت تأثیر قرار گرفته‌است، تسلیم می‌شود و وو به پادشاهی می‌رسد، ولی قصد می‌کند حکومت را تبدیل به سیستم جمهوری کند و کورا عهد می‌کند در این راه حتماً او را یاری کند. واریک و ژولی بایکدیگر ازدواج می‌کنند؛ و در پایان جشن واریک و ژولی ماکو به دیدن کورا می‌آید و به کورا می‌گوید که تا آخر عمر به کورا کمک می‌کند و همراه اوست که این نشان دهنده این است که ماکو هنوز به کورا علاقه دارد. در پایان کورا و آسامی به دنیای ارواح سفر کردند و قصد دارند سه ماه آنجا بمانند.

### کتاب پنجم: جنگ‌های قلمرو
کورا و آسامی ، اکنون یک زوج هستند، پس از درگیری با یک روح غول پیکر راک، مجبور می شوند تعطیلات جهانی روح خود را کوتاه کنند، که از کورا به خاطر ایجاد یک پورتال روحی جدید پس از نبرد او با کوویرا ناراحت است. این جفت برای بیرون آمدن به قبیله آب جنوبی سفر می کنندبه پدر و مادر کورا اگر چه آنها از این رابطه حمایت می کنند، کورا وقتی به او هشدار می دهد که به دلیل سنت های قبیله آب، او را از بیرون آمدن علنی اخطار می دهد، ناراحت می شود. سپس آنها به ریپابل سیتی باز می گردند تا متوجه شوند که توسعه دهنده املاک وونیونگ کیوم در حال برنامه ریزی برای تبدیل زمین اطراف پورتال ارواح به یک جاذبه توریستی است، علیرغم مخالفت عشایر هوایی و ارواح. یک روح مارماهی اژدها از کورا می‌خواهد که پورتال را ببندد تا از بهره‌برداری آن جلوگیری کند، اما کورا قبول نمی‌کند و معتقد است که پورتال در نهایت به شهر ریپابلیک خواهد رسید.
روز بعد، کورا و آسامی به تنزین و ژو لی می پیوندند تا به پناهندگانی که در اثر حمله کوویرا بی خانمان مانده اند کمک کنند، اما در کار با رئیس جمهور رایکو ، که بیشتر نگران انتخابات ریاست جمهوری آینده است، مشکل دارند. در آن شب، تهدید سه گانه ، یک سندیکای بزرگ جنایت در شهر ریپابلیک، به دستور کیم به عشایر باد در پورتال حمله کرد. کورا و آسامی و همچنین دوستانشان ماکو و بولینکه هر دو اکنون افسر پلیس هستند، برای کمک به عشایر هوایی حاضر می شوند. گروهی از ارواح با وجود تلاش‌های کورا حمله می‌کنند و زمانی که آسامی تقریباً در جنگ کشته می‌شود، حواس کورا پرت می‌شود و به روح مارماهی اژدها اجازه می‌دهد تا به توکوگا، رهبر جدید تهدیدات سه‌گانه حمله کند و او را به یک هیبرید روح-انسان تبدیل کند. پس از نبرد، کورا آسامی را از روی آسودگی می بوسد، که منجر به کشف رابطه آنها توسط دوستانشان می شود. در جایی دیگر، یک توکوگا خشمگین با کیوم روبرو می شود و کنترل دارایی های او را به دست می گیرد.
یک روز پس از حمله توکوگا، کورا و گروهی از نومادهای هوایی به دنیای ارواح سفر می کنند تا سعی کنند با ارواح آشتی کنند، اما متوجه می شوند که ارواح اکنون با آنها دشمنی دارند. آنها به ریپابل سیتی باز می گردند و متوجه می شوند که رئیس جمهور رایکو به نیروهای مسلح متحد دستور داده است که زمین اطراف پورتال روح را مستحکم کنند. آسامی و ژو لی شروع به ساخت مسکن جدید برای پناهندگان می کنند، اما رایکو تمام اعتبار را برای افزایش محبوبیت پایین خود به دست می آورد. کورا و تنزین سپس ظاهر می‌شوند تا به رایکو بگویند که نیروهای مسلح متحد را عقب بکشد، زیرا می‌ترسند که ارواح را بیشتر عصبانی کنند، اما رایکو امتناع می‌کند و علناً کورا را مسئول کل حادثه می‌داند. با ترک، کورا، آسامی و تنزین ژو لی را تشویق می کنند تا در انتخابات ریاست جمهوری با رایکو رقابت کند.
در همین حال، رئیس پلیس، لین بیفونگ ، به ماکو و بولین دستور می‌دهد تا زمانی که شواهد محکمی از جنایات او به دست بیاورند، از افراد ثروتمند و مرتبط با کیوم دوری کنند. آنها بعداً اطلاعاتی در مورد مکان توکوگا به دست می آورند، اما معلوم می شود که این یک تله است و آنها به سختی با زندگی خود فرار می کنند. ماکو و بولین تصمیم می‌گیرند خودشان درباره کیوم تحقیق کنند و متوجه می‌شوند که او از زمان حمله توکوگا مفقود شده است. در جاهای دیگر، آسامی برای قرار ملاقات با کورا حاضر نمی شود و باعث می شود کورا، ماکو و بولین متوجه شوند که او ربوده شده است. سه گانه تهدی سپس به یک انبار اسلحه حمله می کند و قصد دارد از سلاح های باقی مانده از حمله کوویرا برای تصرف شهر ریپابلیک استفاده کند. کورا، ماکو و بولین سعی می کنند آنها را متوقف کنند، اما پس از اینکه توکوگا تهدید کرد که در صورت دخالت آسامی را خواهد کشت، عقب نشینی می کنند.
توکوگا جان یک اسیر کیوم را تهدید می کند تا آسامی را مجبور به ساخت یک سلاح گازی روی کشتی هوایی کند و قصد دارد از آن برای تهدید شهر ریپابلیک به تسلیم استفاده کند. کورا، ماکو و بولین آنها را ردیابی می‌کنند، اما نمی‌توانند مانع از بلند شدن کشتی هوایی توکوگا با آسامی و کیوم شوند. کورا وارد کشتی هوایی می‌شود و با توکوگا می‌جنگد، در حالی که آسامی بر مردان توکوگا غلبه می‌کند و بالون را به دنیای ارواح هدایت می‌کند تا از استفاده توکوگا از اسلحه‌اش برای مردم شهر جمهوری جلوگیری کند. توکوگا در حال سقوط از کشتی هوایی فرستاده می شود، اما زنده می ماند و به دنیای ارواح فرار می کند.
به دلیل قدردانی از کورا و آسامی برای نجات جانش، کیوم از ادعای خود در مورد سرزمین اطراف پورتال روح دست می کشد و به درگیری با ارواح پایان می دهد. در یک مهمانی ب برای حمایت از زو لی، کورا با پدرش آشتی می کند، پدرش تصمیم می گیرد که اجازه ندهد سنت های مردمش بر رفتار او نسبت به دخترش تأثیر بگذارد. زو لی بعداً با پیروزی قاطع در انتخابات پیروز شد و در حالی که او سخنرانی پیروزی خود را انجام می دهد، کورا و آسامی پورتال روح جدید را مشاهده می کنند و به عشق خود به یکدیگر اعتراف می کنند.

## صداپیشگان
| شخصیت‌ها و صداپیشگان اصلی | شخصیت‌ها و صداپیشگان اصلی | شخصیت‌ها و صداپیشگان اصلی | شخصیت‌ها و صداپیشگان اصلی | شخصیت‌ها و صداپیشگان اصلی | شخصیت‌ها و صداپیشگان اصلی | شخصیت‌ها و صداپیشگان اصلی | شخصیت‌ها و صداپیشگان اصلی | شخصیت‌ها و صداپیشگان اصلی |
| ------------------------ | ------------------------ | ------------------------ | ------------------------ | ------------------------ | ------------------------ | ------------------------ | ------------------------ | ------------------------ |
| Janet Varney             | David Faustino           | P. J. Byrne              | J. K. Simmons            | Seychelle Gabriel        | Mindy Sterling           | Kiernan Shipka           | Dee Bradley Baker        |                          |
| جانت وارنی               | دیوید فاستینو            | پی. جی. برن              | جی. کی. سیمونز           | سیچل گابریل              | میندی استرلینگ           | کرنان شیپکا              | دی بردلی بیکر            |                          |
| کورا                     | ماکو                     | بولین                    | تنزین                    | آسامی ساتو               | لین بی‌فانگ               | جینورا                   | تارلاک، ناگا، پابو، اوگی |                          |

| Steve Blum  | Eva Marie Saint | Lance Henriksen | Daniel Dae Kim | Clancy Brown |
| استیون بلوم | اوا ماری سنت    | لانس هنریکسن    | دنیل دای کیم   | کلنسی براون  |
| آمون        | کاتارا          | ستوانِ آمون      | هیروشی ساتو    | Yakone       |

| Lisa Edelstein | Aubrey Plaza | James Remar | Steven Yeun |
| لیسا ادلستین   | آبری پلازا   | جیمز رمار   | استیون ین   |
| کایا           | اِسکا         | تانراک      | آواتار وان  |

| Henry Rollins | Grey DeLisle | Bruce Davison | Alyson Stoner | Anne Heche   | Jim Meskimen | Zelda Williams |
| هنری رالینز   | گری دلیسل    | بروس دیویسن   | آلیسون استونر | آن هیش       | جیم میسکیمن  | زلدا ویلیامز   |
| ظهیر          | Ming-Hua     | زوکو          | اوپال         | سویین بی‌فانگ | Baatar, Daw  | کوویرا         |

### شخصیت‌ها

#### سویین بی فانگ
این شخصیت و سریال، دنباله‌ای برای آواتار: آخرین بادافزار، توسط مایکل دانته دی‌مارتینو و برایان کونیتزکو خلق شدند. صداپیشگی او را ان ھیچ در این سریال انجام داده است. مادر سو ، تاف بی‌فانگ، به آواتار پیشین، آنگ، در تلاش‌هایش برای نجات پادشاهی خاک از نابودی کمک زیادی کرد. سو کوچکترین دختر تاف بی‌فانگ و کوچکتر از خواھرش لین بی‌فانگ است۔